# Глобальна розмірність
У абстрактній алгебрі, глобальною розмірністю і слабкою глобальною розмірністю  кільця R називаються означення розмірності, що загалом відрізняються від його розмірності Круля і визначаються з проективних, ін'єктивних чи плоских резольвент модулів над R. Розмірність Круля (відповідно глобальна, слабка) кільця R певною мірою вказує наскільки кільце відрізняється від кілець Артіна (відповідно напівпростих кілець, кілець регулярних за фон Нейманом). Ці розмірності є рівними нулю якщо і тільки якщо R є кільцем Артіна (напівпростим кільцем, кільцем регулярним за фон Нейманом). Ці три розмірності збігаються, якщо R є регулярним, зокрема якщо його гомологічна розмірність є скінченною 

## Резольвенти
- Нехай {\displaystyle M}— модуль над кільцем R. Точна послідовність {\displaystyle \longrightarrow ...\longrightarrow E_{n}\longrightarrow ...\longrightarrow E_{0}\longrightarrow M\longrightarrow 0} називається лівою резольвентою модуля {\displaystyle M}. Якщо для кожного {\displaystyle i}, модуль {\displaystyle E_{i}} є проективним (відповідно, плоским, вільним), то ця резольвента називається проективною (відповідно плоскою, вільною). Якщо {\displaystyle E_{n}\neq 0} і {\displaystyle E_{i}=0} для всіх {\displaystyle i>n}, ця резольвента називається резольвентою довжини {\displaystyle n}. Якщо такого цілого числа {\displaystyle n} немає, резольвента має нескінченну довжину.
- Точна послідовність {\displaystyle \longleftarrow ...\longleftarrow E^{n}\longleftarrow ...\longleftarrow E^{0}\longleftarrow M\longleftarrow 0} називається правою резольвентою модуля {\displaystyle M}. Якщо для всіх {\displaystyle i}, модуль {\displaystyle E^{i}} є ін'єктивним, ця резольвента називається ін'єктивною. Довжина ін'єктивної резольвенти визначається подібно до проективної.
- Для всіх R-модулів {\displaystyle M} існують вільні, а отже, проективні і плоскі резольвенти. Також для всіх R-модулів {\displaystyle M} існують ін'єктивні резольвенти [2].

## Розмірність модуля
Позначимо {\displaystyle {\overline {\mathbb {Z} }}=\mathbb {Z} \cup \left\{-\infty ,+\infty \right\}} і вважатимемо, що для всіх {\displaystyle n\in \mathbb {Z} }, {\displaystyle -\infty <n<+\infty }, {\displaystyle -\infty +n=-\infty } і {\displaystyle +\infty +n=+\infty }.
Нехай {\displaystyle M} — лівий модуль над R. Його проективною (ін'єктивною, плоскою) розмірністю, що позначається {\displaystyle pd_{R}\left(M\right)} (відповідно {\displaystyle id_{R}\left(M\right),fd_{R}\left(M\right)}  називається точна нижня грань в {\displaystyle {\overline {\mathbb {Z} }}} довжин проективних (відповідно, ін'єктивних, плоских) резольвент для {\displaystyle M}. Приймається також  {\displaystyle pd_{R}\left(0\right)=id_{R}\left(0\right)=df_{R}\left(0\right)=-\infty }.
Можна дати еквівалентні означення (зокрема за допомогою функтора Ext):
- Лівий R-модуль {\displaystyle M}має проективну розмірність n тоді і тільки тоді коли  n є максимальним числом для якого {\displaystyle Ext_{R}^{n}\left(M,N\right)\neq 0} для деякого лівого R-модуля {\displaystyle N;}

- Лівий R-модуль {\displaystyle M}має проективну розмірність n тоді і тільки тоді коли  n є максимальним числом для якого {\displaystyle Ext_{R}^{n}\left(M,N\right)\neq 0} для деякого циклічного лівого R-модуля {\displaystyle N;}

- Лівий R-модуль {\displaystyle M}має проективну розмірність n тоді і тільки тоді коли  n є максимальним числом для якого {\displaystyle Ext_{R}^{n}\left(M,N\right)\neq 0} для деякого скінченнопородженого лівого R-модуля {\displaystyle N;}

- {\displaystyle Ext_{R}^{n}\left(M,N\right)} є точним справа функтором від другого аргумента.

- Якщо {\displaystyle m\geqslant n,}послідовність модулів і гомоморфізмів

{\displaystyle 0\;\rightarrow \;X_{m}\;\rightarrow \;X_{m-1}\;\rightarrow \;\ldots \;\rightarrow \;X_{0}\;\rightarrow M\;\rightarrow \;0}
є точною послідовністю і всі модулі {\displaystyle X_{i},\;0\leq i<m} є проективними, то і модуль {\displaystyle X_{n}} є проективним.
Для комутативних нетерових кілець проективна розмірність скінченномородженого модуля є локальною характеристикою, а саме виконується рівність:
{\displaystyle pd_{R}\left(M\right)=\sup _{{\mathfrak {m}}\ \in \ \operatorname {mspec} (R)}pd_{R_{\mathfrak {m}}}\left(M_{\mathfrak {m}}\right),}
де {\displaystyle \operatorname {mspec} (R)}позначає множину максимальних ідеалів, а {\displaystyle R_{\mathfrak {m}},M_{\mathfrak {m}}}— локалізацію кільця і модуля за ідеалом 
За допомогою двоїстості такі ж означення можна дати і для ін'єктивної розмірності.

## Розмірність кільця

### Глобальна розмірність
Нехай {\displaystyle _{R}Mod} позначає категорію лівих R-модулів. Тоді дві такі величини є рівними :
1. {\displaystyle \sup \left\{pd_{R}\left(M\right):M\in {}_{R}Mod\right\}}
2. {\displaystyle \sup \left\{id_{R}\left(M\right):M\in {}_{R}Mod\right\}}

Їх спільне значення називається глобальною лівою розмірністю кільця R і позначається як {\displaystyle lgd(R)}. Ця величина є верхньою межею в {\displaystyle {\overline {\mathbb {Z} }}} величин {\displaystyle n}, для яких є два ліві R-модулі {\displaystyle M} і {\displaystyle N} для яких {\displaystyle Ext_{R}^{n}\left(M,N\right)\neq 0} (див. статтю Функтор Ext) 
Так само можна визначити глобальну праву розмірність кільця R, яка позначається {\displaystyle rgd(R)}.
Справедливими також є рівності:
- {\displaystyle lgd(R)=\sup _{I}\ pd_{R}R/I,}де I є усіма лівими ідеалами кільця R.

- {\displaystyle rgd(R)=\sup _{I}\ pd_{R}R/I,}де I є усіма правими ідеалами кільця R.

Коли {\displaystyle lgd(R)} = {\displaystyle rgd(R)} (зокрема у випадку коли кільце R є комутативним), їхня спільна величина називається глобальною розмірністю кільця R і позначається {\displaystyle gd(R)} . 
Поняття глобальної розмірності поширюється на випадок будь-якої абелевої категорії {\displaystyle {\mathfrak {C}}} так, що якщо {\displaystyle {\mathfrak {C=}}_{R}Mod} (відповідно, {\displaystyle {\mathfrak {C=}}Mod_{R}}), ця розмірність {\displaystyle gd\left({\mathfrak {C}}\right)} є рівною {\displaystyle lgd(R)} (відповідно {\displaystyle rgd(R)}), визначеними вище 

### Слабка розмірність
Дві такі величини є рівними  :
1. {\displaystyle \sup \left\{fd_{R}\left(M\right):M\in {}_{R}Mod\right\},}
2. {\displaystyle \sup \left\{fd_{R}\left(M\right):M\in Mod_{R}\right\}.}

Їх спільне значення називається слабкою глобальною розмірністю кільця R і позначається {\displaystyle wgld(R)}. Ця величина є верхньою межею в {\displaystyle {\overline {\mathbb {Z} }}} чисел {\displaystyle n}, для яких існує правий R-модуль {\displaystyle M} і лівий R-модуль {\displaystyle N}, для яких {\displaystyle Tor_{n}^{R}\left(M,N\right)\neq 0} (див. статтю Функтор Tor).

## Властивості і приклади.
- Модуль {\displaystyle \mathbb {Q} } раціональних чисел над кільцем {\displaystyle \mathbb {Z} } цілих чисел має плоску розмірність 0 і проективну розмірність 1.

- The module {\displaystyle \mathbb {Q} /\mathbb {Z} } над кільцем {\displaystyle \mathbb {Z} } має слабку розмірність 1 і ін'єктивну розмірність 0.

- Модуль {\displaystyle \mathbb {Z} } над кільцем {\displaystyle \mathbb {Z} } має слабку розмірність 0 і ін'єктивну розмірність 1.

- Нехай {\displaystyle 0\;\rightarrow \;M'\;\rightarrow \;M\;\rightarrow \;M''\;\rightarrow \;0} є точною послідовністю лівих модулів над R і {\displaystyle d=pd_{R}\left(M\right),\;d'=pd_{R}\left(M'\right),\;d''=pd_{R}\left(M''\right).} Тоді:

{\displaystyle d'\leq \max(d,d''-1),\;d''\leq \max(d,d'+1),\;d\leq \max(d',d'').}
Зокрема якщо {\displaystyle d<\max(d',d''),} {\displaystyle d''=d'+1.}
- Для того щоб модуль {\displaystyle M} був проективним (ін'єктивним, плоским) необхідно і достатньо, щоб {\displaystyle pd_{R}\left(M\right)\leq 0} (відповідно {\displaystyle id_{R}\left(M\right)\leq 0,fd_{R}\left(M\right)\leq 0}).

- Нехай {\displaystyle R\to S} — гомоморфізм кілець. Тоді будь-який лівий S-модуль M можна розглядати як лівий R-модуль. При цьому:

{\displaystyle pd_{R}\left(M\right)\leq pd_{S}\left(M\right)+pd_{R}\left(S\right);}
{\displaystyle fd_{R}\left(M\right)\leq fd_{S}\left(M\right)+fd_{R}\left({}_{R}S\right);}
{\displaystyle id_{R}\left(M\right)\leq id_{S}\left(M\right)+id_{R}\left(S_{R}\right).}
- Добуток нескінченної кількості полів має слабку розмірність 0 але ненульову глобальну розмірність.

- {\displaystyle wgld\left(R\right)\leq lgd\left(R\right).} Якщо R є лівим нетеровим кільцем, то виконується рівність.
- Якщо R є нетеровим, то {\displaystyle wgld(R)=lgd(R)=rgd(R)=gd(R)}.
- Кільце матриць виду {\displaystyle {\begin{bmatrix}\mathbb {Z} &\mathbb {Q} \\0&\mathbb {Q} \end{bmatrix}}}має праву глобальну розмірність рівну 1,  ліву глобальну розмірність рівну 2 і слабку розмірність рівну 1. Дане кільце є нетеровим справа але не зліва.
- Нехай {\displaystyle A} є комутативним кільцем; тоді {\displaystyle gd(A\left[X\right])=gd(A)+1} (теорема Гілберта про сизигії)). Отже, якщо {\displaystyle K} є полем (або, у більш загальному випадку, напівпростим комутативним кільцем),  {\displaystyle gd(K\left[X_{1},...,X_{n}\right])=n}[7].
- Нехай R — кільце головних ідеалів, що не є полем. Тоді {\displaystyle gd\left(R\right)=1.}
- Нехай R — комутативне кільце, {\displaystyle S\subset R}— мультиплікативна множина, яка не містить дільників нуля і {\displaystyle T} — локалізація {\displaystyle S^{-1}R}. Тоді {\displaystyle gd(T)\leq gd(R)} і {\displaystyle wgld(T)\leq wgld(R)}[8].
- Область цілісності R є кільцем Прюфера, якщо і тільки якщо  {\displaystyle wgld(R)\leq 1}[9].

## Регулярні кільця
- Кільце R називається лівим регулярним , якщо для кожного лівого скінченнопородженого R-модуля існує скінченна проективна резольвента. Подібним чином можна дати означення правого регулярного кільця. Кільце називається регулярним якщо воно є регулярним справа і зліва. [10] · [11] Для комутативних нетерових кілець це означення є еквівалентним стандартним.
- Якщо {\displaystyle lgd(R)<+\infty }, то R є очевидно лівим регулярним але Нагата дав у 1962 році приклад комутативного нетерового регулярного кільця з нескінченною глобальної розмірністю (і, відповідно, нескінченною розмірністю Круля) [12].
- Якщо R є регулярним комутативним кільцем, то всі локалізації {\displaystyle T=S^{-1}R} R є регулярними.
- Якщо R є лівим регулярним нетеровим кільцем, то таким є і кільце {\displaystyle R\left[X_{1},...,X_{n}\right]} (теорема Свана)[13].